# 100 mètres brasse masculin aux Jeux olympiques d'été de 2012
Pour un article plus général, voir Natation aux Jeux olympiques d'été de 2012.
Navigation
Pékin 2008 Rio de Janeiro 2016
L'épreuve de 100 m brasse hommes des Jeux olympiques d'été de 2012 a lieu le 28 et 29 juillet au London Aquatics Centre.

## Qualification
Pour participer à cette épreuve, les temps de qualification étaient de 1 min 00 s 79 pour le temps de qualification olympique (TQO) et de 1 min 02 s 92 pour le temps de sélection olympique (TSO) qui devaient être effectués entre le 1er mars 2011 et le 18 juin 2012. Un comité national olympique (CNO) pouvait inscrire 2 nageurs s'ils faisaient le TQO et 1 nageur s'il effectuait le TSO. Les CNO pouvaient inscrire des nageurs indépendamment du temps (1 nageur par sexe sur l'ensemble des épreuves) s'ils n'avaient pas de nageurs qui avaient réussi les temps de qualification nécessaires.

## Records
Avant cette compétition, les records dans cette discipline étaient les suivants :
| Record du monde  | 58 s 58 | Brenton Rickard | Australie | 27 juillet 2009 | Rome (Italie) | ,     |
| Record olympique | 58 s 91 | Kōsuke Kitajima | Japon     | 11 août 2008    | Pékin (Chine) | [ 4 ] |

## Médaillés
| Or                    | Argent             | Bronze         |
| Cameron van der Burgh | Christian Sprenger | Brendan Hansen |

## Résultats

### Finale (29 juillet au soir)
| Rang                                | Couloir | Nationalité           | Noms           | Temps         | Notes |
| ----------------------------------- | ------- | --------------------- | -------------- | ------------- | ----- |
| Médaille d'or, Jeux olympiques      | 4       | Cameron van der Burgh | Afrique du Sud | 58 s 46       | RM    |
| Médaille d'argent, Jeux olympiques  | 6       | Christian Sprenger    | Australie      | 58 s 93       |       |
| Médaille de bronze, Jeux olympiques | 8       | Brendan Hansen        | États-Unis     | 59 s 49       |       |
| 4                                   | 1       | Dániel Gyurta         | Hongrie        | 59 s 53       | RN    |
| 5                                   | 7       | Kōsuke Kitajima       | Japon          | 59 s 79       |       |
| 6                                   | 3       | Brenton Rickard       | Australie      | 59 s 87       |       |
| 7                                   | 5       | Fabio Scozzoli        | Italie         | 59 s 97       |       |
| 8                                   | 2       | Giedrius Titenis      | Lituanie       | 1 min 00 s 84 |       |

### Demi-finales (28 juillet au soir)

#### Demi-finale 1
| Rang | Ligne | Nom                   | Nationalité    | Temps         | Notes |
| ---- | ----- | --------------------- | -------------- | ------------- | ----- |
| 1    | 3     | Cameron van der Burgh | Afrique du Sud | 58 s 83       | RO, Q |
| 2    | 7     | Fabio Scozzoli        | Italie         | 59 s 44       | Q     |
| 3    | 1     | Brenton Rickard       | Australie      | 59 s 50       | Q     |
| 4    | 4     | Kōsuke Kitajima       | Japon          | 59 s 69       | Q     |
| 5    | 5     | Dániel Gyurta         | Hongrie        | 59 s 74       | Q     |
| 6    | 2     | Brendan Hansen        | États-Unis     | 59 s 78       | Q     |
| 7    | 6     | Ryo Tateishi          | Japon          | 59 s 93       |       |
| 8    | 8     | Felipe Lima           | Brésil         | 1 min 00 s 08 |       |

#### Demi-finale 2
| Rang | Ligne | Nom                 | Nationalité      | Temps         | Notes |
| ---- | ----- | ------------------- | ---------------- | ------------- | ----- |
| 1    | 4     | Christian Sprenger  | Australie        | 59 s 61       | Q     |
| 2    | 5     | Giedrius Titenis    | Lituanie         | 59 s 66       | Q     |
| 3    | 2     | Michael Jamieson    | Grande-Bretagne  | 59 s 89       |       |
| 4    | 7     | Eric Shanteau       | États-Unis       | 59 s 96       |       |
| 5    | 8     | Felipe França Silva | Brésil           | 1 min 00 s 01 |       |
| 6    | 1     | Craig Benson        | Grande-Bretagne  | 1 min 00 s 13 |       |
| 7    | 3     | Glenn Snyders       | Nouvelle-Zélande | 1 min 00 s 15 |       |
| 8    | 6     | Scott Dickens       | Canada           | 1 min 00 s 16 |       |

### Séries (28 juillet le matin)
| Rang | Série | Ligne | Nom                    | Nationalité         | Temps         | Notes |
| ---- | ----- | ----- | ---------------------- | ------------------- | ------------- | ----- |
| 1    | 6     | 3     | Christian Sprenger     | Australie           | 59 s 62       | Q     |
| 2    | 6     | 4     | Kōsuke Kitajima        | Japon               | 59 s 63       | Q     |
| 3    | 6     | 2     | Giedrius Titenis       | Lituanie            | 59 s 68       | Q     |
| 4    | 4     | 6     | Dániel Gyurta          | Hongrie             | 59 s 76       | Q     |
| 5    | 5     | 3     | Glenn Snyders          | Nouvelle-Zélande    | 59 s 78       | Q     |
| 6    | 4     | 4     | Cameron van der Burgh  | Afrique du Sud      | 59 s 79       | Q     |
| 7    | 5     | 2     | Scott Dickens          | Canada              | 59 s 85       | Q, NR |
| 8    | 6     | 5     | Ryo Tateishi           | Japon               | 59 s 86       | Q     |
| 9    | 5     | 7     | Michael Jamieson       | Grande-Bretagne     | 59 s 89       | Q     |
| 10   | 4     | 5     | Brendan Hansen         | États-Unis          | 59 s 93       | Q     |
| 11   | 5     | 6     | Eric Shanteau          | États-Unis          | 59 s 96       | Q     |
| 12   | 5     | 4     | Fabio Scozzoli         | Italie              | 59 s 99       | Q     |
| 13   | 4     | 2     | Craig Benson           | Grande-Bretagne     | 1 min 00 s 04 | Q     |
| 14   | 4     | 3     | Brenton Rickard        | Australie           | 1 min 00 s 07 | Q     |
| 15   | 5     | 5     | Felipe Silva           | Brésil              | 1 min 00 s 38 | Q     |
| 16   | 6     | 6     | Felipe Lima            | Brésil              | 1 min 00 s 57 | Q     |
| 17   | 3     | 4     | Giacomo Perez-Dortona  | France              | 1 min 00 s 59 |       |
| 18   | 5     | 1     | Damir Dugonjic         | Slovénie            | 1 min 00 s 77 |       |
| 19   | 6     | 1     | Christian vom Lehn     | Allemagne           | 1 min 00 s 78 |       |
| 20   | 4     | 7     | Lennart Stekelenburg   | Pays-Bas            | 1 min 00 s 96 |       |
| 21   | 6     | 7     | Hendrik Feldwehr       | Allemagne           | 1 min 01 s 00 |       |
| 22   | 3     | 6     | Panayiótis Samilídis   | Grèce               | 1 min 01 s 20 |       |
| 23   | 4     | 1     | Valerii Dymo           | Ukraine             | 1 min 01 s 27 |       |
| =23  | 5     | 8     | Mattia Pesce           | Italie              | 1 min 01 s 27 |       |
| 25   | 3     | 1     | Carlos Almeida         | Portugal            | 1 min 01 s 40 |       |
| 26   | 2     | 3     | Laurent Carnol         | Luxembourg          | 1 min 01 s 46 |       |
| 27   | 6     | 8     | Roman Sludnov          | Russie              | 1 min 01 s 47 |       |
| 28   | 3     | 3     | Li Xiayan              | Chine               | 1 min 01 s 55 |       |
| 29   | 3     | 8     | Martin Liivamagi       | Estonie             | 1 min 01 s 57 |       |
| =29  | 4     | 8     | Barry Murphy           | Irlande             | 1 min 01 s 57 |       |
| 31   | 2     | 6     | Caba Siladji           | Serbie              | 1 min 01 s 95 |       |
| 32   | 3     | 2     | Dawid Szulich          | Pologne             | 1 min 02 s 07 |       |
| =32  | 3     | 5     | Imri Ganiel            | Israël              | 1 min 02 s 07 |       |
| 34   | 2     | 4     | Vladislav Polyakov     | Kazakhstan          | 1 min 02 s 15 |       |
| 35   | 2     | 2     | Edgar Crespo           | Panama              | 1 min 02 s 18 |       |
| 36   | 2     | 5     | Jakob Johann Sveinsson | Islande             | 1 min 02 s 65 |       |
| 37   | 2     | 1     | Malick Fall            | Sénégal             | 1 min 02 s 93 |       |
| 38   | 3     | 7     | Dragos Agache          | Roumanie            | 1 min 02 s 93 |       |
| 39   | 2     | 8     | Azad Albarazi          | Syrie               | 1 min 03 s 48 |       |
| 40   | 2     | 7     | Danila Artiomov        | Moldavie            | 1 min 03 s 57 |       |
| 41   | 1     | 4     | Amini Fonua            | Tonga               | 1 min 03 s 65 |       |
| 42   | 1     | 3     | Mubarak Al Besher      | Émirats arabes unis | 1 min 05 s 26 |       |
| 43   | 1     | 5     | Diguan Pigot           | Suriname            | 1 min 05 s 55 |       |
| 44   | 1     | 6     | Wael Koubrousli        | Liban               | 1 min 07 s 06 |       |